# とんねるずの本汁でしょう!!
『とんねるずの本汁でしょう!!』（とんねるずのほんじるでしょう）は、1997年4月17日から6月19日までフジテレビ系列で放送されていたバラエティ番組。
とんねるずの冠番組。

## 番組概要
前番組『とんねるずのみなさんのおかげです』からのリニューアル番組となった。
メイン企画だったコントを排除し、また番組が開始した1997年にアライバルの専属フリーアナウンサーとなった杉本清を実況担当として迎え入れ、芸能人が競馬の腕を競うコーナー「ダービーキッズ」、CMディレクターとして活動していた東北新社の中島信也演出によるミニドラマ「なにわ広告しぐれっ!!」、遊園地の乗り物対戦ゲーム「アジアンタイフーン」からなる三部構成のバラエティ番組。
平均視聴率は10.3%、最高視聴率は12.9%（関東地区・世帯・リアルタイム、ビデオリサーチ調べ）と振るわず、1クールで番組は終了し、お台場のフジテレビ本社ビル完成・移転に合わせて、『とんねるずのみなさんのおかげでした』にリニューアル移行した。
また、当番組のオープニングタイトルのカットにはとんねるずの二人に加え、特別出演扱いとして工藤静香も登場していた。

## 出演者
- とんねるず
  - 石橋貴明
  - 木梨憲武

### ダービーキッズ
- 杉本清（実況）
- 鈴木淑子（解説）
- 吉沢孝明（司会/リポーター）
- デビット伊東（リポーター）

### なにわ広告しぐれっ!!
- 山利久:きたろう
- 朝海久寛:小倉久寛
- 遊井亮子

- 高木純:ジェニーいとう
- ディレクター:もんたよしのり
- 山本直樹:山本晋也
- バーのママ:白石ひとみ
- 岡田義徳
- 中島忍
- 小磯勝弥
- アンラッキー後藤
- アリ

### アジアンタイフーン
- オン・スイ・ピン（レポーター）
- イ・サ・ピン（DJ）
- ミスター・レイン（DJ）
- シェイク・ハイケル（DJ）
- アンポン（DJ）
- DJアツオ（DJ）
- イム・ミュン・ファ（審査員）
- ケリー・ラム（審査員）
- ワン・シン（審査員）
- ビビアン・スー（審査員）
- REI（審査員）
- 志茂田景樹（審査員）
- 竹内都子（審査員）
- アジャ・コング（審査員）
- 豊田真奈美（審査員）
- 加納典明（審査員）

## コーナー

### ダービーキッズ
当時建設中だったお台場フジテレビ新社屋近くの荒地に一カ月かけて新設した競馬場「UMA=アーバンマッドアリーナ」を舞台に、とんねるずを初めとする有名人ジョッキーたちがレースに挑む。当初は乗馬経験ゼロのタレントのみだったが、回を追うごとに乗馬経験のある芸能人が参戦するようになり、本家JRAのプロジョッキーが参戦するほどの盛り上がりようだった。
番組打ち切りと共に「UMA」は閉鎖し、跡地はダイバーシティ東京へと姿を変えている。
第1回
| レース     | レースタイトル       | 解説     | 1枠                           | 2枠                                | 3枠                         | 4枠                        | 5枠                                    |
| ---------- | -------------------- | -------- | ----------------------------- | ---------------------------------- | --------------------------- | -------------------------- | -------------------------------------- |
| 第1R       | お台場デビューカップ | 木梨憲武 | トゥビコンサンダー(岡田浩暉)  | チチウシホマレ(坂木優子・出走停止) | ○タカノブライアン(石橋貴明) | ◎トッチャンボーイ(Mr.ちん) | コイカオクドイ(石原良純)               |
| 第2R       | 本汁ステークス       | 石橋貴明 | ○ワールドチャンプ(薬師寺保栄) | ヤクシジモドキ(おさる)             | ◎オノリキャップ(木梨憲武)   | コアラノマーチ(こあら)     | ビッグブラカップ(山田まりや・出走停止) |
| 第3R(決勝) | お台場桜花賞GI       | 石原良純 | トッチャンボーイ(Mr.ちん)     | ワールドチャンプ(薬師寺保栄)       | ◎タカノブライアン(石橋貴明) | ○オノリキャップ(木梨憲武)  | トゥビコンサンダー(岡田浩暉)           |

第2回
| レース     | レースタイトル     | 解説                 | 1枠                                 | 2枠                                    | 3枠                                 | 4枠                           | 5枠                            |
| ---------- | ------------------ | -------------------- | ----------------------------------- | -------------------------------------- | ----------------------------------- | ----------------------------- | ------------------------------ |
| 第1R       | 石橋貴明杯予選1組  | 木梨憲武             | ◎カリブトナンパオー(羽賀研二)       | アメリカンローヤー(ケント・ギルバート) | ○ニンジャチャイルド(ケイン・コスギ) | スガコファミリー(藤田朋子)    | オトメダッフンダ(いしのようこ) |
| 第2R       | 石橋貴明杯予選2組  | 石橋貴明             | トッチャンボーイ(Mr.ちん)           | バタクサフェイス(デビット伊東)         | ◎オノリキャップ(木梨憲武)           | ○ワールドチャンプ(薬師寺保栄) | チチウシホマレ(坂木優子)       |
| 第3R(決勝) | お台場石橋貴明杯GI | デビッド伊東 Mr.ちん | ◎ニンジャチャイルド(ケイン・コスギ) | オノリキャップ(木梨憲武)               | タカノブライアン(石橋貴明)          | ワールドチャンプ(薬師寺保栄)  | ○カリブトナンパオー(羽賀研二)  |

第3回
| レース     | レースタイトル             | 解説              | 1枠                           | 2枠                            | 3枠                               | 4枠                                | 5枠                         |
| ---------- | -------------------------- | ----------------- | ----------------------------- | ------------------------------ | --------------------------------- | ---------------------------------- | --------------------------- |
| 第1R       | 時代劇特別                 | 石橋貴明 木梨憲武 | ○サムライガッツ(名高達男)     | ◎コイカオ オダイカン(石原良純) | オヤジインディアン(宍戸錠)        | ニンジャチャイルド(ケイン・コスギ) | ドチビファーマー(Mr.ちん)   |
| 第2R       | コスプレ女王杯             | 石橋貴明          | チチウシコギャル(坂木優子)    | ジョシアナスッチー(有賀さつき) | ◎トーダイティーチャー(髙田万由子) | チュウキンパトロール(三瀬真美子)   | ○ハシダホスピタル(藤田朋子) |
| 第3R(決勝) | お台場コスプレステークスGI | 宍戸錠 有賀さつき | コイカオ オダイカン(石原良純) | サムライガッツ(名高達男)       | ◎トーダイティーチャー(高田万由子) | タカノブライアン(石橋貴明)         | ○オノリキャップ(木梨憲武)   |

第4回
| レース     | レースタイトル            | 解説                       | 1枠                          | 2枠                              | 3枠                         | 4枠                            | 5枠                             |
| ---------- | ------------------------- | -------------------------- | ---------------------------- | -------------------------------- | --------------------------- | ------------------------------ | ------------------------------- |
| 第1R       | 大西直宏トライアル予選1組 | 石橋貴明 大西直宏          | ワールドチャンプ(薬師寺保栄) | ◎トーダイオジョウ(高田万由子)    | ○ハンパナチャパツ(神田利則) | ジョシアナクイーン(有賀さつき) | シカトテクニシャン(鹿戸雄一)    |
| 第2R       | 大西直宏トライアル予選2組 | 石橋貴明 大西直宏 鹿戸雄一 | マユブトガッツ(名高達男)     | ノブタジャイアンツ(デーブ大久保) | カアチャンコワイ(野々村真)  | ○オヤジキングス(宍戸錠)        | ◎ハエギワデンジャラス(舛添要一) |
| 第3R(決勝) | GIお台場皐月賞            | 名高達男 鹿戸雄一 田中勝春 | トーダイオジョウ(高田万由子) | ハエギワデンジャラス(舛添要一)   | タカノブライアン(石橋貴明)  | ○オノリキャップ(木梨憲武)      | ◎サニーマンバケン(大西直宏)     |

第5回
| レース | レースタイトル                                                     | 解説                         | 1枠                                     | 2枠                          | 3枠                      | 4枠                         | 5枠                          |
| ------ | ------------------------------------------------------------------ | ---------------------------- | --------------------------------------- | ---------------------------- | ------------------------ | --------------------------- | ---------------------------- |
| 第1R   | ムツゴロウ企画エキシビジョンレース お台場ベンハー杯(2輪馬車レース) | 石橋貴明 木梨憲武 大川慶次郎 | ◎マッスルバーガー(チャック・ウィルソン) | ゼイニクパツキン(ダンプ松本) | ゴッドムツゴロウ(畑正憲) | ○ローマチャンプ(薬師寺保栄) | -                            |
| 第2R   | GIお台場ムツゴロウ杯                                               | Mr.ちん 大川慶次郎           | ◎アイルトンオシボリ(加藤和宏)           | ○タカノブライアン(石橋貴明)  | ゴッドムツゴロウ(畑正憲) | オノリキャップ(木梨憲武)    | ドレミファイエーイ(髙嶋政宏) |

第6回
| レース | レースタイトル       | 解説                                    | 1枠                              | 2枠                         | 3枠                            | 4枠                                | 5枠                        |
| ------ | -------------------- | --------------------------------------- | -------------------------------- | --------------------------- | ------------------------------ | ---------------------------------- | -------------------------- |
| 第1R   | お台場2軍特別        | 大川慶次郎 田中勝春 木梨憲武 さとう珠緒 | ノブタジャイアンツ(デーブ大久保) | ○ハンパナチャパツ(鹿戸雄一) | バタクサフェイス(デビッド伊東) | ナマグサボーズー(織田無道)         | ◎トッチャンボーイ(Mr.ちん) |
| 第2R   | GIお台場日本ダービー | 大川慶次郎 鹿戸雄一 さとう珠緒          | ◎トッチャンボーイ(Mr.ちん)       | ○オノリキャップ(木梨憲武)   | ヤマニンデショー(田中勝春)     | スーパータカノブライアン(石橋貴明) | ゴッドムツゴロウ(畑正憲)   |

第7回
| レース | レースタイトル                        | 解説                         | 1枠                           | 2枠                         | 3枠                        | 4枠                          | 5枠                                |
| ------ | ------------------------------------- | ---------------------------- | ----------------------------- | --------------------------- | -------------------------- | ---------------------------- | ---------------------------------- |
| 第1R   | エキシビジョンマッチ お台場ポニー特別 | 井崎脩五郎 石橋貴明 大西直宏 | ○シカトテクニシャン(鹿戸雄一) | オーアナベアー(熊沢重文)    | ◎ユタカマックイーン(武豊)  | トッチャンボーイ(Mr.ちん)    | ミニオノリキャップ(木梨憲武)       |
| 第2R   | GIお台場オークス                      | 井崎脩五郎 木梨憲武 武豊     | ◎ホソエガマンジル(細江純子)   | ○タムラナナヒカリ(田村真来) | クリゲマユマユ(板倉真由子) | トーダイオジョウ(高田万由子) | スーパータカノブライアン(石橋貴明) |

第8回
| レース | レースタイトル           | 解説                                | 1枠                                | 2枠                            | 3枠                       | 4枠                             | 5枠                      |
| ------ | ------------------------ | ----------------------------------- | ---------------------------------- | ------------------------------ | ------------------------- | ------------------------------- | ------------------------ |
| 第1R   | お台場有馬記念トライアル | 井崎脩五郎 石橋貴明 武豊            | ○イツデモスター(にしきのあきら)    | ハエギワデンジャラス(舛添要一) | オノリキャップ(木梨憲武)  | ◎ハヤオキナイスデイ(柴田光太郎) | オヤジキングス(宍戸錠)   |
| 第2R   | GIお台場有馬記念         | 井崎脩五郎 大西直宏 舛添要一 宍戸錠 | スーパータカノブライアン(石橋貴明) | ◎トーダイオジョウ(高田万由子)  | トッチャンボーイ(Mr.ちん) | ○ハヤオキナイスデイ(柴田光太郎) | ユタカマックイーン(武豊) |

### なにわ広告しぐれっ!!
| 回数 | サブタイトル                 | ゲスト                                                             | 備考 |
| ---- | ---------------------------- | ------------------------------------------------------------------ | ---- |
| 1    | 「速い靴はいてた女の子」前編 | - SPEED                                                            |      |
| 2    | 「速い靴はいてた女の子」後編 | - SPEED - 大木実                                                   |      |
| 3    | 「ずっと信じてた」           | - 遠藤久美子 - 永堀剛敏                                            |      |
| 4    | 「チチの残像」               | - 高野拳磁 - 土屋圭市                                              |      |
| 5    | 「鬼火」                     | - 梅津栄 - 安岡力也 - ふかわりょう - 沼崎悠 - PENICILLIN           |      |
| 6    | 「ブルース少年の憂鬱」       | - 高野拳磁 - 五月晴子 - 黒沼克己 - 岩岩岩岩 - BLIND LEMON BROTHERS |      |

### アジアンタイフーン
上下振動しながら1分間に47回転するタイフーンステージを舞台にDJの流すBGMに乗って石橋が差し向けたTAKA²チームと木梨が差し向けたNORI²チームが交互に有名人になりきったパフォーマンスバトルを行う。それを審査員がジャッジし、勝利した方のチームには賞品のキムチ1年分が贈られた。さらに後期になると3週勝ち抜きでアジア旅行という特賞が贈られるというルールが追加されたものの、番組そのものが打ち切りとなったため、3週勝ち抜くチームは現れなかった。

### ホンジルMAX
「なにわ広告しぐれっ!!」の打ち切り後に2回だけ放送されたコーナーで、テレビのチャンネル風演出を施した小コント。
後に「みなさんのおかげでした」の「ノリタケーブルTV」に踏襲される。
内包コント
- 夏季限定HONJIRU MAX
- ZURA ZURA COUNT DOWN のりたけのうたってどろんぱショー…木梨がいろんな歌手のカツラを即興でかぶりながらその歌手のヒット曲を歌うベストテン風コーナー。
- ナイアガラの滝…
- 赤ちゃんパニック子育て日記…なぜか上半身が裸という風貌の厳つい顔の木梨ナメ武が、ゲストのアグネス・チャンと一緒に教育について語り合うはずが、スタジオに呼んだ赤ちゃんたちは泣いてばっかりで、対談中にBGMで流れていた「草原の輝き」も泣き声でほとんどかき消されていた。
- 秋元康のうっほっほ作詞塾…平成の吟遊詩人である印税生活者(という設定)の秋元康が講師を務める。あらゆる音に3人の回答者が詞を付けていく。回答者は石橋、木梨、尾崎亜美。
- 出没!!ペッパー警部 私たちこれからいいトコロ💛…ADコヤナギがリポーター
- 俺魂…
- 女子高生卍固め!!教育ルーレットSHOW!!…
- 日光華厳の滝…
- タカさんのCM BEST10…雑誌「CM INDEX」1997年4月号の好感度調査を基に石橋と進行の西山喜久恵がランキングを紹介していく。ランクインしたCMのうち番組スポンサーの競合会社のCMには文字が一部伏字になっている。
- 珍品大発掘 私つい買っちゃいました…
- 人生劇場 最後のT字路…

## スタッフ（とんねるずのみなさんのおかげでしたの最終回の時は過去のスタッフ）

### 「ダービーキッズ」
- 構成：小山薫堂、鮫肌文殊
- 演出：田中経一
- ナレーション：財津一郎、太田真一郎
- 制作進行：草地正典
- 音響効果：角千明（プロジェクト80）
- ビジュアルクリエーター：薗部健（TDKコア）
- VTR編集：十川海次郎（TDKコア）
- MA：渡辺究（TDKコア）
- 制作協力：日本テレワーク

### 「なにわ広告しぐれっ!!」
- プロデューサー：滝田和人
- 脚本：松井治、英勉、滝田和人
- 音楽：栗原正己
- ナレーション：金尾哲夫
- 演出：松井治、英勉
- 監督・原案：中島信也
- 制作協力：東北新社
- テーマ曲：「My Days」
歌:とんねるず  作詞曲:じんましんや

### 「ASIAN TYPHOON DISCO」
- プロデューサー：金光修
- 演出：天野晃宏
- 制作進行：石橋鉄也
- 構成：野中浩之
- 音響効果：坂本洋子
- ナレーション：ケイ・グラント
- 制作：フジテレビ制作室第三制作部

### 「HONJIRU MAX」
- 監督・構成：中島信也
- プロデューサー：滝田和人
- 演出・構成：古郡功、小柳英久
- 音楽：栗原正己
- 音響効果：松下俊彦
- ナレーション：ミッチェル・レイ、天海和彦、米山ゆかり、晴山美由紀、朝倉栄介

### 総合
- 企画：石橋貴明、木梨憲武
- アドバイザー：秋元康
- 総合プロデューサー：港浩一
- ゼネラルプロデューサー：石田弘
- AP（アシスタントプロデューサー）：太田一矢、神原孝
- 編成：石井浩二
- 広報：八木祐子
- TD（テクニカルディレクター）：馬場直幸
- SW（スイッチャー）：石田智男
- カメラマン：藤江雅和
- 音声：篠良一
- 映像調整：石井利幸
- PA（パブリックアドレス）：唐松秀弥
- 照明：小田原敬、吉川知孝
- カメラクレーン：佐藤史郎（明光セレクト）
- 美術：石鍋伸一朗
- セットデザイン：越野幸栄
- 美術進行：伊藤則緒、林勇
- 大道具：成井一浩、齊藤二朗
- 装飾：小池長寿
- 持道具：網野高久
- 衣裳：神波憲人
- メイク：興山洋子
- かつら：矢津田一寛
- 視覚効果：飯塚生臣
- 電飾：田中信太郎
- アクリル装飾：平山晃哉
- 生花装飾：坂口曜子
- 植木装飾：須田信治
- アートフレーム：佐藤信廣、津田忠直
- タイトル：岩崎光明
- 楽器：磯元洋一
- 特殊美術：中島豪章（CAVIN）
- 特殊装置：テルミック
- VTR編集：伊五澤守雄（IMAGICA）
- スチル：半田一道
- TK（タイムキーパー）：江野澤郁子
- 技術協力：ニユーテレス
- スタイリスト：江島モモ、加賀清一
- 協力：ラングラーランチ、第一資材、日企、タクマ
- ロケ技術協力：八峯テレビ
- 制作協力：Arrival
- 制作：フジテレビ制作室第二制作部
- 制作著作：フジテレビ